# Mychajliwka (hromada Kazanka)
Mychajliwka (ukr. Михайлівка) – wieś na Ukrainie, w obwodzie mikołajowskim, w rejonie basztańskim, w hromadzie Kazanka. W 2001 liczyła 593 mieszkańców.